# Eulygdia
Eulygdia là một chi bướm đêm thuộc họ Geometridae.

## Các loài
- Eulygdia tidzinaria
- Eulygdia tindzinaria